# Barwienie metodą Schaeffer-Fultona
Barwienie metodą Schaeffer-Fultona – metoda polegająca na identyfikacji bakterii zaliczanych do grupy Bacillus i Clostridium, a przede wszystkim przetrwalników tych bakterii, ich kształtu i rozmieszczenia.

## Etapy barwienia
1. Wykonujemy rozmaz bakterii na szkiełku podstawowym i utrwalamy (najczęściej w płomieniu),
2. Przemywamy zielenią malachitową (barwnik), (8 minut na gorąco)
3. Ponieważ przetrwalniki mają wiele warstw ochronnych, należy podgrzać preparaty aby komórki się zabarwiły,
4. Należy podgrzewać preparaty tak długo, aż zaczną one parować, wtedy przetrwalniki rozluźniają swoje otoczki i barwnik może do nich wniknąć,
5. Czekamy aż preparaty wystygną - w czasie tego procesu przetrwalniki zamykają swoje otoczki i barwnik pozostaje wewnątrz,
6. Płuczemy preparaty - zabarwione są tylko przetrwalniki, reszta komórek - nie,
7. Aby zabarwić pozostałą część komórek, używamy safraniny. (4 minuty, następnie przemywamy wodą, czekamy do wyschnięcia i oglądamy w obiektywie imersyjnym)